# ضمری (روستا)
 ضمری  به عربی ( الَضمری )، روستایی است در دهستان وحج از توابع استان جَوف در کشور یمن در شبه جزیره عربستان.

## جمعیت
جمعیت آن (۷۰) نفر (۷ خانوار) می‌باشد.